# Norbert Ortner (Schauspieler)
Norbert Ortner (* 1. Juli 1988 in Traunstein, Oberbayern) ist ein deutscher Schauspieler und Kabarettist.

## Karriere
Er absolvierte von 2013 bis 2016 seine Schauspielausbildung an der Schauspielschule Zerboni in München. Bereits während seiner Ausbildung gab er 2016 sein TV-Debüt und arbeitete seither für diverse Kino- und Fernsehproduktionen in Deutschland und Italien.
Seit 2016 ist er wiederkehrend in der Fernsehserie Die Chefin zu sehen.
Seit 2022 ist Norbert Ortner auf deutschsprachigen Bühnen mit seinem Soloprogramm Fuxteufelswild als Kabarettist zu sehen.

## Filmografie

### Kino
- 2018: Alles ist gut
- 2019: Die Fremdgeher (Gli infedeli)
- 2021: Chi ha incastrato Babbo Natale?
- 2022: JGA: Jasmin. Gina. Anna.

### Fernsehen
- 2016–2021: Die Chefin (Fernsehserie)
- 2016: SOKO München (Fernsehserie, Folge: Die letzte Fahrt), Regie: Michael Wenning
- 2016: Hubert und Staller (Fernsehserie, Folge: Das letzte Kapitel), Regie: Philipp Osthus
- 2016: Die Rosenheim-Cops (Fernsehserie, 2 Folgen) Regie: Holger Barthel
- 2016: Um Himmels Willen (Fernsehserie, Folge: Junggesellenabschied), Regie: Dennis Satin
- 2016: Weißblaue Wintergeschichten (Fernsehserie, Folge: Schneemänner auf Bewährung), Regie: Jörg Schneider
- 2017: Die Rosenheim-Cops (Fernsehserie, Folge: Zum Morde geweiht), Regie: Tanja Roitzheim
- 2017: Dahoam is Dahoam (Fernsehserie, 2 Folgen), Regie: Andreas Ruhmland
- 2018: Polizeiruf 110: Das Gespenst der Freiheit, Regie: Jan Bonny
- 2018: Frühling – Am Ende des Sommers (Fernsehfilm), Regie: Michael Karen
- 2019: Hubert ohne Staller (Fernsehserie, Folge: Pony am Stock), Regie: Carsten Fiebeler
- 2020: Der Beischläfer (Fernsehserie, Folge: Freiheitsberaubung), Regie: Anna-Katharina Maier
- 2020: Die Rosenheim-Cops (Fernsehserie, Folge: Bauer sucht Bauer), Regie: Daniel Drechsel-Grau
- 2020: Laim und die Tote im Teppich (Fernsehfilm), Regie: Michael Schneider
- 2021: Zimmer mit Stall: Schwiegermutter im Anflug (Fernsehreihe, Regie: Sebastian Stern)
- 2021: Eine Liebe später (Fernsehfilm)

## Theater
- 2015: Staying Alive (Regie: Ercan Karacayli) im theater … und so fort, München
- 2016: Wir sind keine Barbaren (Regie: Ercan Karacayli) im Torturmtheater Sommerhausen
- 2017: Ins Paradies (Regie: Daniela Maria Fiegel, Norbert Ortner) im Einstein Kultur München
- 2018: Immer nie am Meer, (Regie: Franz Josef Strohmeier) im Zentraltheater München
- 2018: Carmina Burana (R: Richard Steiger) im Grossen Festspielhaus Salzburg
- 2019: Kennen Sie die Milchstraße? (Regie: Andreas Seyferth) im Theater Viel Lärm um Nichts
- 2019: Die Mitwisser (Regie: Ercan Karacayli), Torturmtheater Sommerhausen

## Auszeichnungen
- 2015: Max-Preis beim Treffen der Münchner Privaten Schauspielschulen
- 2016: Marlene (Schauspieler-Preis) beim Snowdance Independent Filmfestival
- 2016: Bester Film für Gelbsucht beim KALIBER35 Munich International Short Film Festival[2]